# Caye Ranguana
La Caye Ranguana  est une caye dans la mer des Caraïbes située à environ 37 km à l'ouest de Placencia. Elle appartient administrativement du District de Toledo. C'est l'une des 450 îles de la barrière de corail du Belize. 

## Description
C'est une île privée qui comprend un quai et des amarres pour les bateaux en visite. Elle propose également trois cabanes rustiques pour les invités d'une nuit, avec le Bully's Beach Bar, un barbecue et des systèmes de toilettes à compostage pour les invités. La station ne dispose pas de téléphone public, mais dispose d'une connexion Wi-Fi et radio. La plongée sous-marine et la pêche dans le récif sont également des activités sur l’île.
Une excursion d’une journée dans l’île démarre du Belize Ocean Club, un complexe situé à Maya Beach Village (en), près de Placencia.